# James F. Elliott
James „Jumbo“ F. Elliott (* 8. August 1915 in Philadelphia, Pennsylvania; † 22. März 1981 in Juno Beach (Florida)) war ein US-amerikanischer Leichtathletiktrainer, der als einer der besten Trainer aller Zeiten gilt. Er betreute 28 Olympiateilnehmer (darunter fünf Olympiasieger) zwischen 1956 und 1968, 62 nationale Meister der Amateur Athletic Union sowie 82 amerikanischen Hochschulmeister (NCAA), seine Aktiven stellten 66 Weltrekorde auf, hiervon 44 in der Halle.

## Leben
Elliott war der Sohn armer irischer Einwanderer und studierte nach dem Abschluss an der West Catholic High School an der katholischen Villanova University mit einem Leichtathletikstipendium, wodurch er über 400 und 800 Meter erfolgreich war. Während seiner College-Zeit verlor er kein 440 Yards-Rennen. Schon während des Studiums übernahm er Traineraufgaben, da die Universität aufgrund der Depression ihre hauptberuflichen Trainer entlassen musste. Nach seinem Bachelor-Examen 1935 arbeitete als Verkäufer von Baumaschinen und in Teilzeit als Trainer der Leichtathleten und Golf (Sport)spieler von Villanova. Durch die Weltwirtschaftskrise und den Weltkrieg konnte sich Villanova keinen hauptberuflichen Trainer mehr leisten.
Von 1949 bis zu seinem Tode 1981 arbeitete er hauptberuflich als Trainer für Villanova. Durch seine Herkunft und den katholischen Charakter der Universität rekrutierte er überwiegend Katholiken für seine Mannschaften, im erheblichen Umfang auch aus Irland. Für seinen Umgang mit afro-amerikanischen Sportlern ist er mehrfach getadelt worden. Zu seinen Spitzenathleten gehörten: Ron Delany (1956, 1500 m), Charles Jenkins (1956, 400 m), Don Bragg (1960, Stabhochsprung), Paul Drayton (1964, 4 × 100 m), and Larry James (1968, 4 × 400 m), aber auch Marty Liquori, Dick Buerkle, Eamonn Coghlan, Mark Belger, Fred Dwyer, Don Paige, Dave Patrick, Noel Carroll, Frank Murphy, Browning Ross und Sydney Maree. Er starb in den Ferien in Florida an einem Herzinfarkt.

## Trainingsmethode
Auf dem Sportplatz der Universität stand eine 160 Yards (146,30 m) Holzbahn, wie sie üblicherweise bei Hallensportfesten verwendet wird. Nach einer Arthur-Lydiard-ähnlichen Grundlage im Herbst (=100 Meilen/Woche) ließ er im Winter vor allem auf dieser Holzbahn ein Intervalltraining in Renngeschwindigkeit (beispielsweise 10 × 400 m mit 400-Meter-Trabpause für 1500-Meter-Läufer) durchführen. Die Läufer trainierten in relativ großen Gruppen und trieben sich gegenseitig an.

## Ehrungen
- 1981 Villanova hat sein Leichtathletikstadion nach ihm benannt.
- 1981 Aufnahme in die US-Leichtathletik-Hall of Fame http://www.usatf.org/halloffame/TF/showBio.asp?HOFIDs=48
- 1995 Aufnahme in die Leichtathletiktrainer-Hall of Fame http://www.ustfccca.org/ustfccca-hall-of-fame/ustfccca-hall-of-fame-class-of-1995/james-jumbo-elliott-ustfccca-class-of-1995
- Seit 1995 jährliche Jumbo-Elliott-Ehrenpreise für beste männliche und weibliche Villanova-Leichtathleten